# Manticora

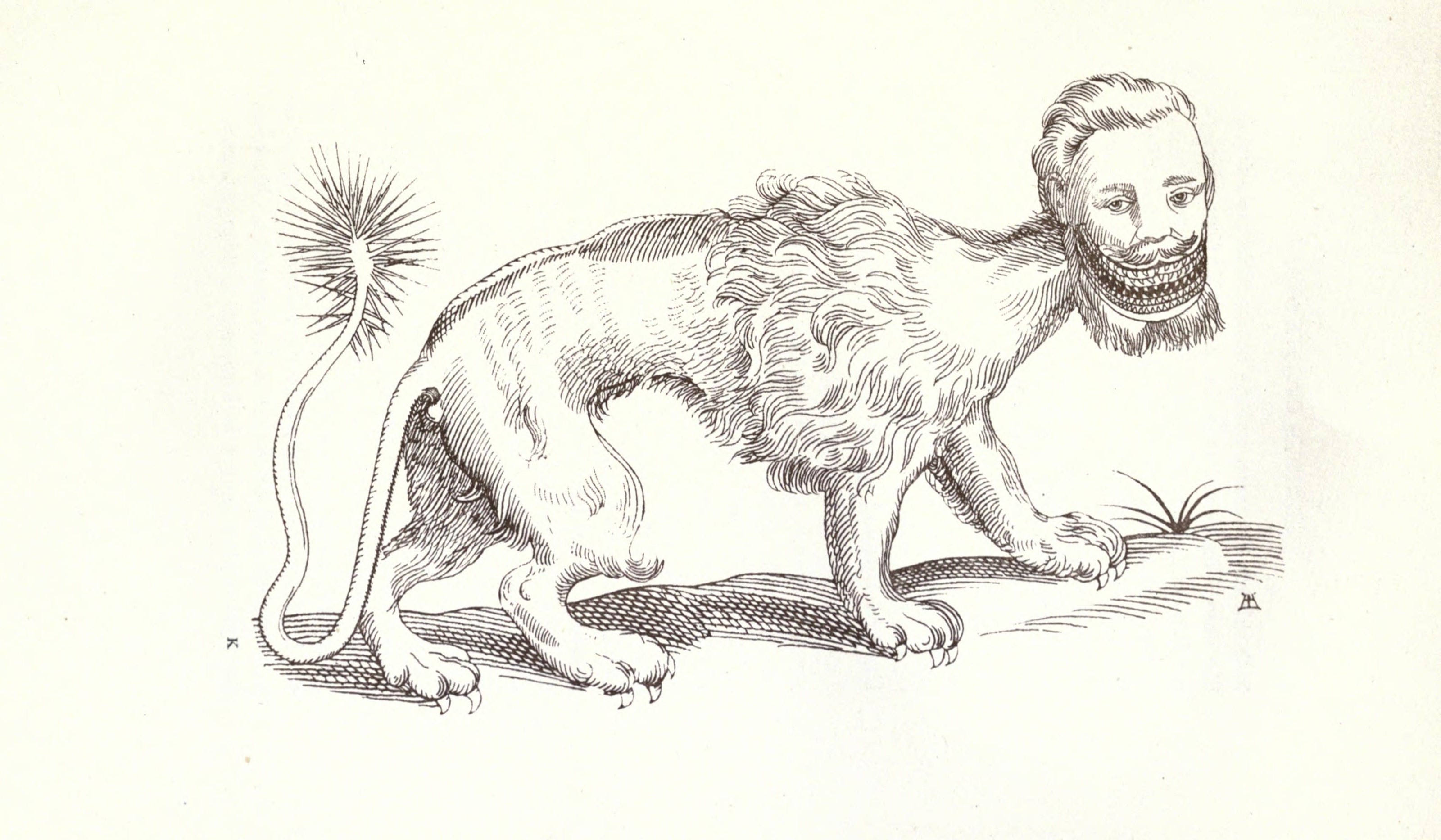
Illustrazione storica di una manticora, tratta da The History of Four-footed Beasts (1607), di Edward Topsell

La manticora (AFI: /manˈtikora/) è una creatura mitica, una sorta di chimera dotata di una testa simile a quella umana, corpo di leone e coda di scorpione, in grado di scagliare spine velenose per rendere inerme la preda (confondendo così la sua immagine con la criptozoologia di un istrice). A volte la manticora può possedere ali di qualche genere. Il nome "manticora" identifica anche un genere di insetto, Insectorum tigrides veloces a detta di Linneo, predatore, appartenente alle Cicindelinae.

## Etimologia
Il nome manticora viene dal latino mantichōra, dal greco antico μαντιχώρας?, mantikhṓras o μαρτιοχώρας, martiokhṓras, dall'antico persiano *𐎶𐎼𐎫𐎹-𐎧𐎺𐎠𐎼, *martya-χvāra, «che mangia gli uomini».

## Descrizione
Il primo a descrivere l'animale era stato Ctesia di Cnido nei suoi Indikà, di cui sopravvive un riassunto nella Biblioteca del patriarca Fozio:
(Ctesia FrGrHist 688 F. 45, 15: Phot. Bibl. 45b 31- 46 a 12 Henry)
Anche Plinio fa riferimento alla descrizione di Ctesia:
(Plinio il Vecchio, Naturalis historia, VIII, 30)
La descrizione è ripresa con più dettagli da Claudio Eliano, che sostiene sempre di citare Ctesia ma colloca la bestia in India e aggiunge all'aculeo lungo un cubito delle spine avvelenate, scagliabili all'occorrenza. L'unico animale che può tener testa alla manticora è il leone, però gli Indiani riescono a catturarne i cuccioli ancora privi di aculei e gli mozzano la coda, per
renderli inoffensivi e portarli a spasso, tanto è vero che ne hanno regalato uno al re di Persia. Il vero nome sarebbe martikhoras (dal persiano mardkhora, "mangia uomini").
Pausania non sembra molto convinto e ipotizza che si tratti di una versione distorta della tigre indiana, malgrado tripla fila di denti e aculeo non corrispondano.
Anche Filostrato avrebbe cercato la manticora in India, secondo quanto racconta nella biografia romanzata di Apollonio di Tiana.
Ad ogni modo, la manticora sopravvive e si moltiplica nei bestiari medioevali, spesso assunta come simbolo della tirannia e dell'invidia, o più alla grossa del demonio. Ne parla Brunetto Latini, e forse ha suggestionato anche Dante Alighieri, nei tratti di un mostro della Divina Commedia.
Nei secoli successivi la ritroviamo in Topsell e Rabelais, e in Gustave Flaubert:
La manticora (gigantesco leone rosso, dal volto umano, con tre filari di denti):

## Ipotesi di identificazione

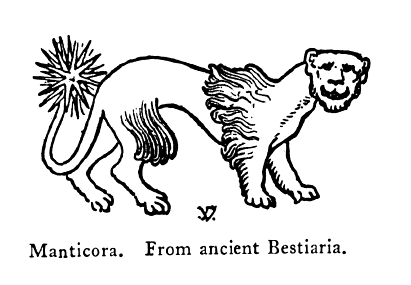
Una manticora ritratta in un antico bestiario

Molti hanno concluso che si tratti della tigre del Caspio, e questo perché le citazioni partono da Ctesia, che viveva in Persia.
Ma, a parte il fatto che Plinio sostiene di citare Ctesia anch'egli e parla di Etiopia, nessun felino ha voce di trombetta o vive nei luoghi aridi e rocciosi amati dalla manticora, e comunque i persiani conoscevano già la tigre, quindi non avrebbe avuto senso parlarne in termini distorti. Neppure può trattarsi di un mito venuto dall'India, perché il tipico mostro indiano mangiatore di uomini, il rākṣasa, ha il corpo umano e solo la testa di tigre, cioè l'esatto contrario della manticora (il che può forse aver generato una sovrimpressione dei miti).
Un'altra possibile spiegazione della stranezza della manticora sarebbe da ricercare nel repertorio iconografico dell'arte persiana e babilonese. Dal momento che Ctesia di Cnido era stato prigioniero nella corte degli Achemenidi, è possibile ipotizzare che abbia deciso di creare una versione letteraria di un motivo assai diffuso nell'arte orientale. Ctesia in altre parole avrebbe descritto il Lamassu, demone benevolo con il corpo di toro (e talvolta, appunto, di leone) e con il volto di un uomo persiano barbuto, attribuendo ad esso non poteri magici o divini, ma tratti felini e cannibaleschi.

## La manticora nella cultura di massa
- Il mitico animale prospera nei giochi di ruolo e videogiochi[15], per lo più in forma alata.
- Oltre che nel fantasy[16] e nei cataloghi di esseri immaginari[17], la vera manticora compare ancora nei romanzi di Umberto Eco, ne Il nome della rosa e soprattutto in Baudolino, dove assieme a un gatto e a una chimera sbarra la strada per il favoloso regno del Prete Gianni (dove vivono anche una serie di razze fantastiche quali i blemmi, i panozi ecc.). Sempre Eco ne Il pendolo di Foucault parla della libreria Sloane in "rue de la Manticore" a Parigi.
- Della Manticora si parla anche nel romanzo Percy Jackson e gli dei dell'Olimpo: La maledizione del Titano e compare nel film Percy Jackson e gli dei dell'Olimpo: il mare dei mostri.
- Anche la musica rock non ha mancato di citare la bestia, precisamente nel brano Tarkus del trio Emerson, Lake & Palmer: essa è l'antagonista principale contro cui lotta l'eroe che dà il titolo alla canzone, il quale appare sulla copertina dell'album omonimo del 1971 come un essere metà armadillo e metà carro armato.
- Negli album del gruppo rock-parodistico Ninja Sex Party la Manticora è descritta col suo aspetto mitologico, ma nei video musicali e nelle apparizioni sul palco appare come un essere umano mascherato con denti, zampe e orecchie da leone, a torso nudo e con pantaloncini da Wrestler. La Manticora è l'antagonista principale del vocalist, descritta come un essere che trae piacere dall'infliggergli vari tipi di sofferenza.
- Della manticora infine esiste anche una interpretazione positiva, ad esempio nel balletto L'unicorno, la Gorgone e la Manticora: le tre domeniche di un poeta, di Giancarlo Menotti, oppure in The Manticore of North Cerney, di Dorothy Spider.
- Nella serie di librogame di Steve Jackson Sortilegio! (Sorcery nella versione originale), il mostro finale del primo volume Le colline infernali (The shamutanti hills) è una manticora.
- Il titolo di un album della metal band Cradle of Filth (The Manticore and Other Horrors) è ispirato proprio alla figura mitologica della manticora, così come un brano estratto dallo stesso.
- Nel telefilm Leverage (stagione 3, puntata nº 2, dal titolo Una password per la libertà) Manticora è il nome del software di spionaggio realizzato da Larry Duberman e utilizzato dai regimi oppressivi (Iran nell'episodio) per rintracciare le persone.
- Nel telefilm Merlin (stagione 3, puntata n° 9 dal titolo L'amore all'epoca dei draghi) Merlino e Gaius devono sconfiggere una manticora.
- Nel film d'animazione Onward, uno dei personaggi principali è una manticora.
- Il quarto lungometraggio del regista spagnolo Carlos Vermut ha titolo Mantícora.